# Gnamptodon recticarinatus
Gnamptodon recticarinatus är en stekelart som först beskrevs av Fischer 1965.  Gnamptodon recticarinatus ingår i släktet Gnamptodon och familjen bracksteklar. Inga underarter finns listade i Catalogue of Life.